# Воскресение из мёртвых

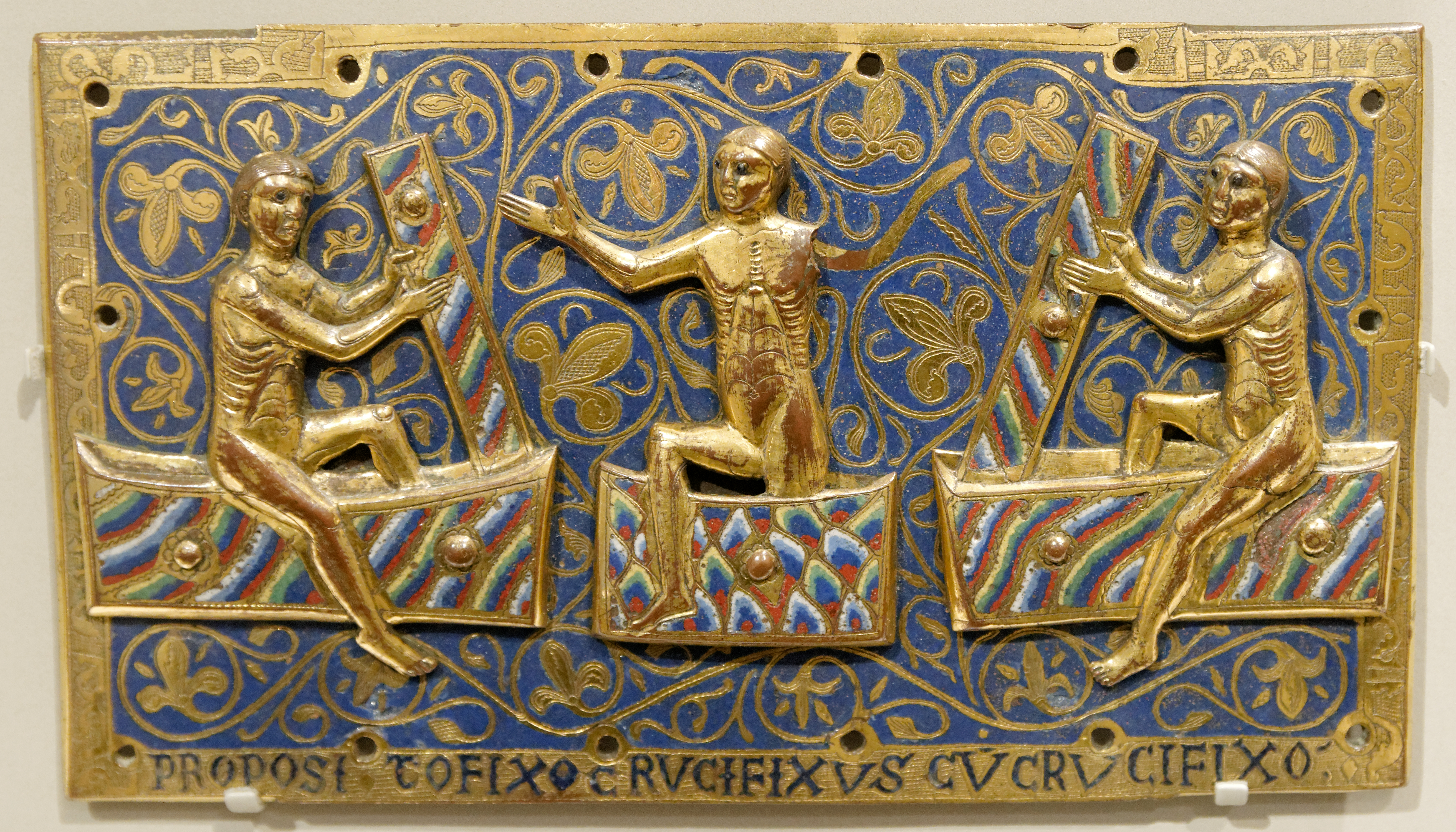
Пластина с изображением воскресших из мёртвых святых

Воскресе́ние (от ст.‑слав. кресъ — «оживление, здоровье»), также ана́стазис (греч. ανά-στασης — «подъём, вставание») — концепция возвращения к жизни после смерти. В ряде религий описывается божество, которое умирает и воскрешается, — умирающий и воскресающий Бог. Реинкарнация — это аналогичный процесс, предполагаемый другими религиями, в котором один и тот же человек или божество возвращается, чтобы снова жить, но уже в другом теле.
Воскрешение мёртвых является стандартной эсхатологической верой в авраамических религиях и предполагает возвращение умерших людей к жизни в восстановленных телах в конце времён. Как религиозное понятие оно используется в двух различных отношениях: вера в воскресение отдельных душ, которое является текущим и продолжающимся (христианский идеализм, реализованная эсхатология), или же вера в единственное воскресение мёртвых во время конца света. Некоторые считают, что душа — это реальное средство воскрешения людей[что?].
Смерть и воскресение Иисуса находятся в центре внимания христианства. Возникают христианские богословские дебаты относительно того, какое воскресение является фактическим — духовное воскресение с духовным телом на Небесах или материальное воскресение с восстановленным человеческим телом. Хотя большинство христиан верят, что воскресение Иисуса из мёртвых и вознесение на Небеса произошло в материальном теле, некоторые считают, что оно было духовным.

## Этимология
Слово «воскресение» вошло в русский язык через христианскую традицию и является калькой греч. ανάστασης (анастазис), что буквально переводится как «восстановление» или «восстание».

## Религия
Древние религии Ближнего Востока
См. также: Умирающий и воскресающий бог
Концепция воскресения встречается в писаниях некоторых древних неавраамических религиях Ближнего Востока. В нескольких дошедших до нас египетских и ханаанских писаниях упоминаются умирающие и воскресающие боги, такие как Осирис и Баал. Сэр Джеймс Фрэзер в своей книге «Золотая ветвь» описывает этих умирающих и воскресающих богов, но многие из его примеров, по мнению различных учёных, искажают источники.

## В авраамических религиях

### Иудаизм
Воскрешение пророком Иезекиилем, по слову Господню, множества сухих костей, разбросанных по полю: их соединения между собою, обволакивание их жилами и облачение их в кожу и оживление людей (Иез. 37:1-14). Однако это скорее пророчество о будущем всеобщем воскресении мёртвых, а не эпизод, относимый ко временам земной жизни самого Иезекииля.
Идею о воскресении мёртвых поддерживают фарисеи раввинистического иудаизма.
Саддукеи, ессеи, самаритяне, караимы отвергают идею о воскресении из мёртвых.

### Христианство

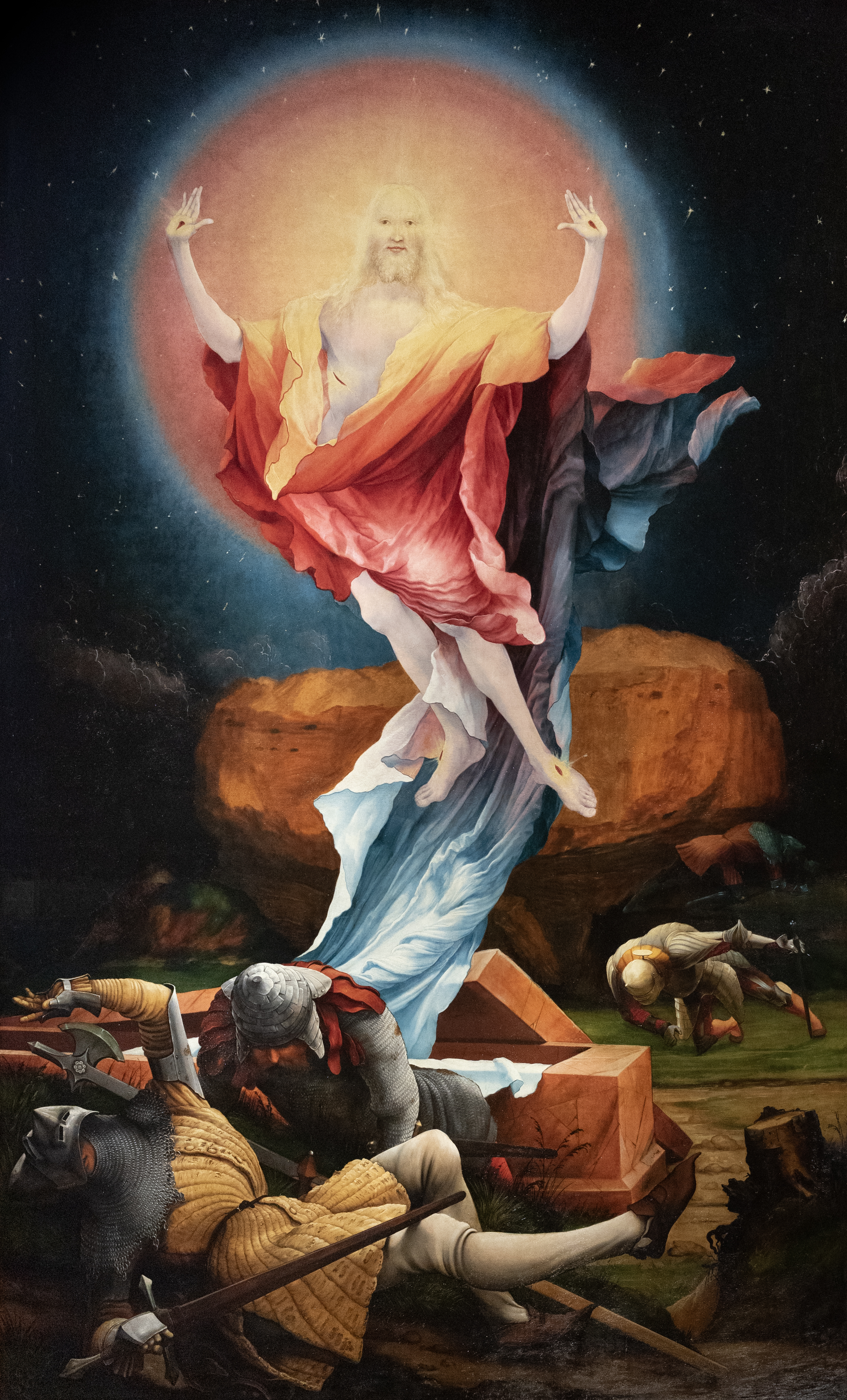
«Воскресение Христа», картина Маттиаса Грюневальда. Христос восстаёт из гроба, на земле лежат стражи

Всеобщее воскресение из мёртвых — христианский догмат о том, что во Второе пришествие Иисуса Христа все усопшие люди воскреснут телесно, чтобы предстать на Страшный суд перед Ним.
- Воскресение Лазаря из Вифании.
- Евангельская история о воскресении Иисуса Христа. Вера в воскресение Иисуса Христа является одной из основных доктрин христианства.
- В момент смерти Иисуса на кресте: «И вот, завеса в храме раздралась надвое, сверху донизу; и земля потряслась; и камни расселись; и гробы отверзлись; и многие тела усопших святых воскресли и, выйдя из гробов по воскресении Его, вошли во святый град и явились многим» (Мф. 27:51-53).
- «Но в том признаюсь тебе, что по учению, которое они называют ересью, я действительно служу Богу отцов моих, веруя всему, написанному в законе и пророках, имея надежду на Бога, что будет воскресение мёртвых, праведных и неправедных, чего и сами они ожидают» (Деян. 24:14,15)

#### В исторических церквях
В исторических церквях вера во всеобщее воскресение мёртвых (11-й член Никео-Цареградского Символа веры: греч. Προσδοκῶ ἀνάστασιν νεκρῶν) соединяется с ожидаемым вторым пришествием Иисуса Христа для совершения суда над всеми людьми, живущими и когда-либо жившими.
Необходимость восстановления тел богословски обосновывается следующим:
1. Тело человека составляет неотъемлемую часть единого человеческого существа, поэтому блаженство праведных и мучения грешных были бы неполными, если бы их испытывали одни только души, без тел.
2. Тело человека участвовало в совершении греха (так же как и правды) вместе с душой, и было бы несправедливо наказать за грехи одну душу человека, а тело оставить без наказания (награды). Таким образом, восстановление единой человеческой природы всех людей необходимо для полноты блаженства или мучений в вечности.

Хотя будут воскрешены те же самые тела, но они будут обновлёнными — «духовными» (1Кор. 15:44). Духовность тел в воскресении мёртвых не означает их нематериальности и несоответствии природе человека. Это будут реальные тела, как это есть и ныне у Иисуса Христа, который является первенцем из мёртвых (Кол. 1:18), но они будут «обо́жены» в причастности Христу и станут соответствовать изменённым свойствам всего мира после окончания его истории. Через причастность Богочеловеку Христу, в силу не имеющего никаких потребностей божеству его, воскресшие люди не будут иметь плотских потребностей (таких, как продолжение рода и питание), но будут иметь новые потребности — «духовные» («пить… новое вино в Царстве Отца» (Мф. 26:29), и проч.) Каковы будут эти потребности в действительности — человечество в настоящем своём состоянии в точности уразуметь не способно (1Кор. 2:9).

### Протестантизм
Учение большинства протестантских деноминаций о воскресении мёртвых существенно не отличается от учения «исторических церквей». Исключение составляют только Адвентисты седьмого дня и Свидетели Иеговы, которые верят в то, что до воскресения человек будет находиться в бессознательном состоянии, в полном неведении и бездействии (Еккл. 9:4-6) — состоянии, подобном сну, в ожидании воскрешения (пробуждения) Богом и последующей вечной жизни на преображённой Земле.
Свидетели Иеговы также верят, что в отношении особой небольшой группы «помазанников» («другие овцы» в Иоанна. 10:16 и «малое стадо» в Луки. 12:32) в отличие от большинства верующих («великое множество», Откровение. 7:9) применима иная форма посмертного вечного существования — «духовное воскресение». Это понятие заключает в себе бестелесное существование особого класса людей (начиная с учеников Иисуса), удостоившихся соцарствовать на небесах с Христом. Общее количество «помазанников» составляет 144 000 человек (Откр. 7:4, 14:1).

### Ислам
Вера в воскресение является частью исламского представления о конце света (ахират) и одним из основополагающих принципов исламской веры (акида). Согласно вероучению ортодоксального ислама воскреснут как души, так и тела. Об этом говорится в 6-м и 7-м аятах суры Аль-Хаджж: «Это происходит потому, что Аллах является Истиной, оживляет мёртвых и способен на всякую вещь, потому что Час, в котором нет сомнения, непременно наступит, и потому что Аллах воскресит тех, кто в могилах». Мусульмане придают важнейшее значение этому событию.
Слово ба’с в значении «воскресения» упоминается в 15 аятах Корана. В Сунне пророка Мухаммада разъясняются подробности этого события. Согласно учению ортодоксального ислама состояние после смерти является такой же разновидностью бытия, как и жизнь, но не является небытием.
После смерти души умерших попадают в барзах. Души, покинувшие тела, испытывают в барзахе блаженство либо страдания и пребывают там до дня суда (киямат). После того как все люди и ангелы умрут, ангел Исрафил звуками трубы возвестит о воскрешении мёртвых для Страшного суда.